# Tubulipora glomerata
Tubulipora glomerata är en mossdjursart som beskrevs av Hutton 1873. Tubulipora glomerata ingår i släktet Tubulipora och familjen Tubuliporidae. Inga underarter finns listade i Catalogue of Life.